# Parakosalya orientalis
Parakosalya orientalis är en insektsart som beskrevs av Ronald Gordon Fennah 1965. Parakosalya orientalis ingår i släktet Parakosalya och familjen vedstritar.
Artens utbredningsområde är Filippinerna. Inga underarter finns listade i Catalogue of Life.